# Świdośliwka kłosowa
Świdośliwka kłosowa, świdośliwa kłosowa (Amelanchier spicata (Lam.) – gatunek krzewu występujący w stanie naturalnym w Ameryce Północnej. Potocznie nazywany jest gołębią jagodą. Jest najprawdopodobniej mieszańcem Amelanchier canadensis i A. stolonifera. W Polsce uprawiana, występuje też głównie w zachodniej części kraju jako kenofit i gatunek inwazyjny.

## Morfologia
PokrójKrzew o wysokości do 2 m.
KwiatyBiałe, obupłciowe, zebrane w gęste kwiatostany. Roślina kwitnie w maju i jest samopylna (zapylaczami są głównie pszczoły).
OwoceJabłkowate, jadalne, można spożywać na surowo lub przetworzone. Są słodkie i soczyste, choć niektórzy określają ich smak jako nieprzyjemny. Niewielkie, średnio 8 mm średnicy, bogate w żelazo i miedź.

## Biologia i ekologia
W Polsce gatunek uprawiany jako krzew ozdobny. Jest także rośliną inwazyjną, w pełni zadomowioną na niektórych terenach leśnych gdzie niegdyś była celowo wprowadzana jako domieszka biocenotyczna i czynnik fitomelioracyjny. Zasiedla głównie lasy liściaste (w tym chronione w Polsce grądy) oraz świeże bory mieszane, może też wnikać na powierzchnie wylesione, np. przecinki pod liniami wysokiego napięcia. Przy odpowiednich warunkach siedliskowych może stać się dominantem w warstwie podszytu i utrudnić lub nawet uniemożliwić prowadzenie odnowień. W takich sytuacjach jej zwalczanie wymaga kosztownych zabiegów i jest konieczne dla prowadzania prawidłowej gospodarki leśnej. Zaleca się odstąpienie od uprawy omawianego gatunku na terenach leśnych i w ich pobliżu.

## Zastosowania i uprawa
Jest uprawiana jako roślina ozdobna o jadalnych owocach oraz na żywopłoty. Preferuje gleby o pH kwaśnym do obojętnego, lekkie (piaszczyste) jak i gliniaste, zasobne w składniki pokarmowe. Stanowisko słoneczne do półcienistego. Mrozoodporność do -25 °C. Nasiona należy zbierać po całkowitym dojrzeniu owoców, ale jeszcze przed ich wyschnięciem, a następnie po wysuszeniu wysiewać w zimnym inspekcie. Przechowywane wymagają 4 tygodni ciepłej stratyfikacji w okresie zimowym, po czym należy je wysiewać wiosną. W przeciwnym razie kiełkowanie może trwać nawet 18 miesięcy lub więcej. Po wykiełkowaniu rośliny sadzi się na rozsadniku w odstępach co najmniej 20 cm. Po dwóch latach należy je przenieść na miejsce stałe.